# Салданья да Гама, Франсишку
Франсишку де Салданья да Гама (порт. Francisco de Saldanha da Gama; 20 мая 1713, Лиссабон, Эштремадура, Португалия — 1 ноября 1776, там же) — португальский кардинал. Третий Патриарх Лиссабона с 28 мая 1759 по 1 ноября 1776. Кардинал-дьякон с 5 апреля 1756 по 28 мая 1759. Кардинал-священник с 28 мая 1759 по 1 ноября 1776.